# Italští radikálové
Italští radikálové (italsky Radicali Italiani, RI) je malé italské politické hnutí vzniklé roku 2001. Ideologicky i personálně je propojeno s Transancionální radikální stranou, která je z minulosti proslulá bojem proti totalitním režimům. Programově se jedná o typické radikální hnutí: podpora přímé demokracie, sekularismus, (krajní) liberalismus a humanismus. Zajímavým prvkem je požadavek na zavedení Esperanta jako internacionální mluvy. Radikálové jsou členy uskupení Více Evropy, začleněného do Středolevicové koalice. Disponují několika mandáty v obou komorách italského parlamentu.

## Volební výsledky

### Poslanecká sněmovna
| Volby | Hlasy      | Hlasy      | Mandáty | Mandáty | Pozice | Postavení |
| Volby | Abs.       | %          | Abs.    | ±       | Pozice | Postavení |
| ----- | ---------- | ---------- | ------- | ------- | ------ | --------- |
| 20061 | 990 694    | 2.6        | 7/630   | ▲7      | ▲7.    | Vláda     |
| 2008  | V rámci PD | V rámci PD | 6/630   | ▼1      | ▬7.    | Opozice   |
| 2013  | 64 732     | 0.2        | 0/630   | ▼6      | ▼19.   | Vláda     |
| 20182 | 841 468    | 2.6        | 2/630   | ▲2      | ▲7.    | Vláda     |

- 1: Hlasy pro koalici Růže v pěsti, zahrnující kromě radikálů ještě Italské demokratické socialisty.
- 2: Hlasy pro formaci Více Evropy, jež kromě radikálů zahrnovala i spoustu menších uskupení.

### Senát
| Volby | Hlasy      | Hlasy      | Mandáty | Mandáty | Pozice |
| Volby | Abs.       | %          | Abs.    | ±       | Pozice |
| ----- | ---------- | ---------- | ------- | ------- | ------ |
| 20061 | 851 604    | 2.5        | 0/315   | ▬0      | ▲7.    |
| 2008  | V rámci PD | V rámci PD | 3/315   | ▲3      | ▲6.    |
| 2013  | 63 149     | 0.2        | 0/315   | ▼3      | ▼18.   |
| 20182 | 714 821    | 2.4        | 1/315   | ▲1      | ▲7.    |

- 1: Hlasy pro koalici Růže v pěsti, zahrnující kromě radikálů ještě Italské demokratické socialisty.
- 2: Hlasy pro formaci Více Evropy, jež kromě radikálů zahrnovala i spoustu menších uskupení.

### Evropský parlament
| Volby | Hlasy          | Hlasy          | Mandáty | Mandáty | Pozice |
| Volby | Abs.           | %              | Abs.    | ±       | Pozice |
| ----- | -------------- | -------------- | ------- | ------- | ------ |
| 2004  | 731 536        | 2.3            | 2/72    | ▼5      | ▼9.    |
| 2009  | 743 443        | 2.4            | 0/72    | ▼2      | ▲8.    |
| 2014  | neúčastnili se | neúčastnili se | 0/72    | ▬0      | ▼      |
| 20191 | 833 443        | 3.1            | 0/73    | ▬0      | ▲6.    |

- 2: Hlasy pro formaci Více Evropy, jež kromě radikálů zahrnovala i spoustu menších uskupení.